# Шапел сир Фирјез
Шапел сир Фирјез (фр. Chapelle-sur-Furieuse) насеље је и општина у источној Француској у региону Франш-Конте, у департману Јура која припада префектури Лон ле Соније.
По подацима из 2011. године у општини је живело 329 становника, а густина насељености је износила 36,43 становника/km². Општина се простире на површини од 9,03 km². Налази се на средњој надморској висини од 280 метара (максималној 550 m, а минималној 250 m).

## Демографија
| 1962. | 1968. | 1975. | 1982. | 1990. | 1999. | 2011. |
| ----- | ----- | ----- | ----- | ----- | ----- | ----- |
| 203   | 222   | 200   | 224   | 254   | 286   | 329   |

График промене броја становника у току последњих година